# Велика мечеть (Нуакшот)
Велика мечеть (араб. جامع غزة الكبير; фр. la Grande mosquée) — мечеть, що будується в столиці Мавританії в місті Нуакшот.

## Історія
15 червня 2016 міністр житлового будівництва Мавританії Амал Мінт Маулуд заявив про початок будівництва Великої мечеті у Нуакшоті. Будівництво розпочалося наприкінці 2016. Вартість будівництва склала 12 мільярдів доларів США. Приблизний час будівництва 30 місяців, приблизний час відкриття - 2018.

## Опис
Буде побудована на перетині вулиць І'еспуар та Утілізасьон де Акжуж на місці Міжнародного аеропорту Нуакшот, закритого в червні 2016. Буде комплексом будівель, з молитовним залом, що вміщає 15 000 віруючих, резиденцію імама, 4 конференц-зали, бібліотеки та інші об'єкти. Архітектурний ансамбль займе площу 84 000 м². Фасад мечеті охопить загальну площу 32 400 м².